# Gym Class Heroes
Gym Class Heroes és un grup de hip-hop de Geneva, Nova York. Aquest grup és conegut pel 5è lloc en els Billboard Top 100 pel seu single “ Cupid's Chokehold ” de The Papercut Chronicles 2005. Però, sobretot, per ser una banda que en comptes d'utilitzar les eines convencionals de la producció de hip hop, Gym Class Heroes fa servir instruments vius, similars a artistes com Stetsasonic, The Roots, i Crown City Rockers. És un grup bastant alegre, amb treballs nous i interessants, per exemple, el seu àlbum As Cruel as School Children de 2006 numera les cançons per períodes escolars, que van des del 1st period, Lunch, Detention...
Gym Class Heroes també té amistats amb la banda Fall Out Boy de Chicago i amb Panic! At The Disco de Las Vegas, Nevada, amb els quals han participat en alguns dels seus vídeos com Clothes Off! i Cupid's Chokehold. També van guanyar el premi a la banda de revelació del 2007 per MTV.
Premi al millor videoclip per Clothes Off! Per MTV l'any 2007.
Travis McCoy i el bateria Matt McGinley es van fer amics a l'escola secundària local a la classe de gimnàstica, Geneva - Nova York, d'allà ve el nom de la banda. Ells oficialment es van unir com a banda l'any 1997. Gym Class Heroes original (abans de la separació dels membres) va començar a tocar en festes d'aniversaris, clubs i festivals que van portar a llocs més grans de tot el nord-est, incloent dos anys en el Warped Tour (2003, 2004). En el transcurs del 2004, el guitarrista Milo Bonacci es va separar de la banda i va ser reemplaçat pel guitarrista actual Disashi Lumumba-Kasongo. A mitjans del 2005, el baixista Ryan Geise va deixar la banda i va ser reemplaçat pel seu amic, el baixista Eric Roberts.
El vocalista principal Travis McCoy de Gym Class Heroes va guanyar MTV’s Direct Effect i com a premi, va aparèixer en el video de Styles P’s "Daddy Get That Cash". El grup va llançar 3 discos més, des del 1999 fins al 2004, anomenats Her Candy, Greasy Kids Stuff i Papercut Chronincles EP. En el seu video "Cupid's Chokehold" compten amb aparicions de Katy Perry i Patrick Stump.
Patrick apareix al començament del vídeo, fent la lectura d'un diari assegut en un banc, mentre que un àngel apareix de Cupido i es mou fent break dance. Katy Perry apareix per primera vegada just abans de la part solista de la cançó.
També, de vegades visiten Nova York amb el compositor Tim William en els teclats.

## Discografia
Article principal : Discografia de Gym Class Heroes

## Àlbums
- For the Kids (2001)
- The Papercut Chronicles (2005)
- The Quilt (2008)
- The Papercut Chronicles II (2010/ 2011)

## EP
- Hed Candy – EP (1999)
- Greasy Kid Stuff – EP (2001)
- The Papercut – EP (2004)
- Patches from the Quilt (2008)

## Singles
- Taxi Driver (2004)
- Papercuts (2004)
- Cupids Chokehold (feat. Patrick Stump) (2005)
- The Queen and I (2006)
- New Friend Request (2006)
- Cupid's Chokehold (feat. Patrick Stump) (Re-realitzat) (2007)
- Shoot Down the Stars (2007)
- Clothes Off!! (feat. Patrick Stump) (2007)
- Peace Sign/Index Down (feat. Busta Rhymes) (2008)
- Cookie Jar (feat. The Dream) (2008)
- Guilty as Charged (feat. Estelle) (2008)
- Stereo Hearts (feat. Adam Levine) (2011)
- Ass Back Home (feat. Neon Hitch) (2011)
- The Fighter (feat. Ryan Tedder) (2011)

## Videoclips
- Taxi Driver
- Papercuts
- Cupid's Chokehold
- The Queen and I
- New Friend Request
- Cupid's Chokehold (feat. Patrick Stump) (Re-realitzat)
- Shoot Down the Stars
- Clothes Off!! (feat. Patrick Stump)
- Peace Sign/Index Down (feat. Busta Rhymes)
- Cookie Jar (feat. The Dream)
- Guilty as Charged (feat. Estelle)
- stereo hearts (feat. Adam Levine)
- Live a Little

## Premis i nominacions
- 2007 MTV Vídeo Music Awards (Millor Grup; Nominats)
- MTV Vídeo Music Awards (Nou Millor Artista; Va guanyar)
- MTV European Music Awards (Últim Urbana; Nominats)